# Aristokrater (TV-serie)
Aristokrater (eng: Aristocrats) är en brittisk dramaserie från 1999. Manuset skrevs av Harriet O'Carroll, baserat på Stella Tillyards roman från 1995. Serien sändes första gången i svensk tv i januari 2000.

## Handling
Serien utspelar sig i London med omgivningar från 1700-talets mitt och handlar om Hertigen av Richmonds fyra temperamentsfulla döttrar, systrarna Lennox. Familjen lever ett liv med aristokratins alla privilegier, utsvävningar och rikedomar. Den äldsta dottern Caroline, går sin egen väg och vill inte bli bortgift men möter  den mycket äldre politikern Henry Fox. Ska Caroline acceptera hans frieri, och vad innebär det i sådant fall för hennes tre yngre systrar? 

## Rollista i urval
- Serena Gordon - Lady Caroline Lennox
- Anne-Marie Duff - Lady Louisa Lennox
- Geraldine Somerville - Lady Emily Lennox
- Siân Phillips - Berättare / Lady Emily Lennox som äldre
- Jodhi May - Lady Sarah Lennox
- Alun Armstrong - Lord Holland
- Ben Daniels - Lord Kildare
- Julian Fellowes - Hertigen av Richmond
- Diane Fletcher - Baronessan av Richmond
- Tom Mullion - Thomas Conolly
- Andrew Havill - Sir Charles Bunbury, Bt
- George Anton - William Ogilvie
- John Light - Lord Edward FitzGerald
- Clive Swift - Kung Georg II
- Richard Dempsey - Lord Beaufield
- Eoin O'Driscoll - Little Eddie